# Karl Gustaf Burlin
Karl Gustaf Erling Burlin, född 10 november 1944 i Skellefteå stadsförsamling, Västerbottens län, död 29 september 2010 i Bureå församling, Västerbottens län, var en svensk friidrottare (stavhopp). Han tävlade för IFK Umeå.

## Främsta meriter
Burlin innehade det svenska rekordet i stavhopp 1966–1967.

## Idrottskarriär (friidrott)
Den 30 augusti 1966 slog Burlin Tapio Mertanens svenska rekord i stav från 1965 genom att hoppa 4,81 i Los Angeles. Den 25 juli i Sundbyberg förbättrade han sitt rekord ytterligare, till 4,82. Han förlorade dock rekordet året därpå till Hans Lagerqvist.